# (4043) Perolof
(4043) Perolof es un asteroide perteneciente al cinturón de asteroides, descubierto el 17 de octubre de 1977 por Cornelis Johannes van Houten en conjunto a su esposa también astrónoma Ingrid van Houten-Groeneveld y el astrónomo Tom Gehrels desde el Observatorio del Monte Palomar, Estados Unidos.

## Designación y nombre
Designado provisionalmente como 1175 T-3. Fue nombrado Perolof en honor al astrónomo sueco Per Olof Lindblad.